# Palazzo Morosini Brandolin

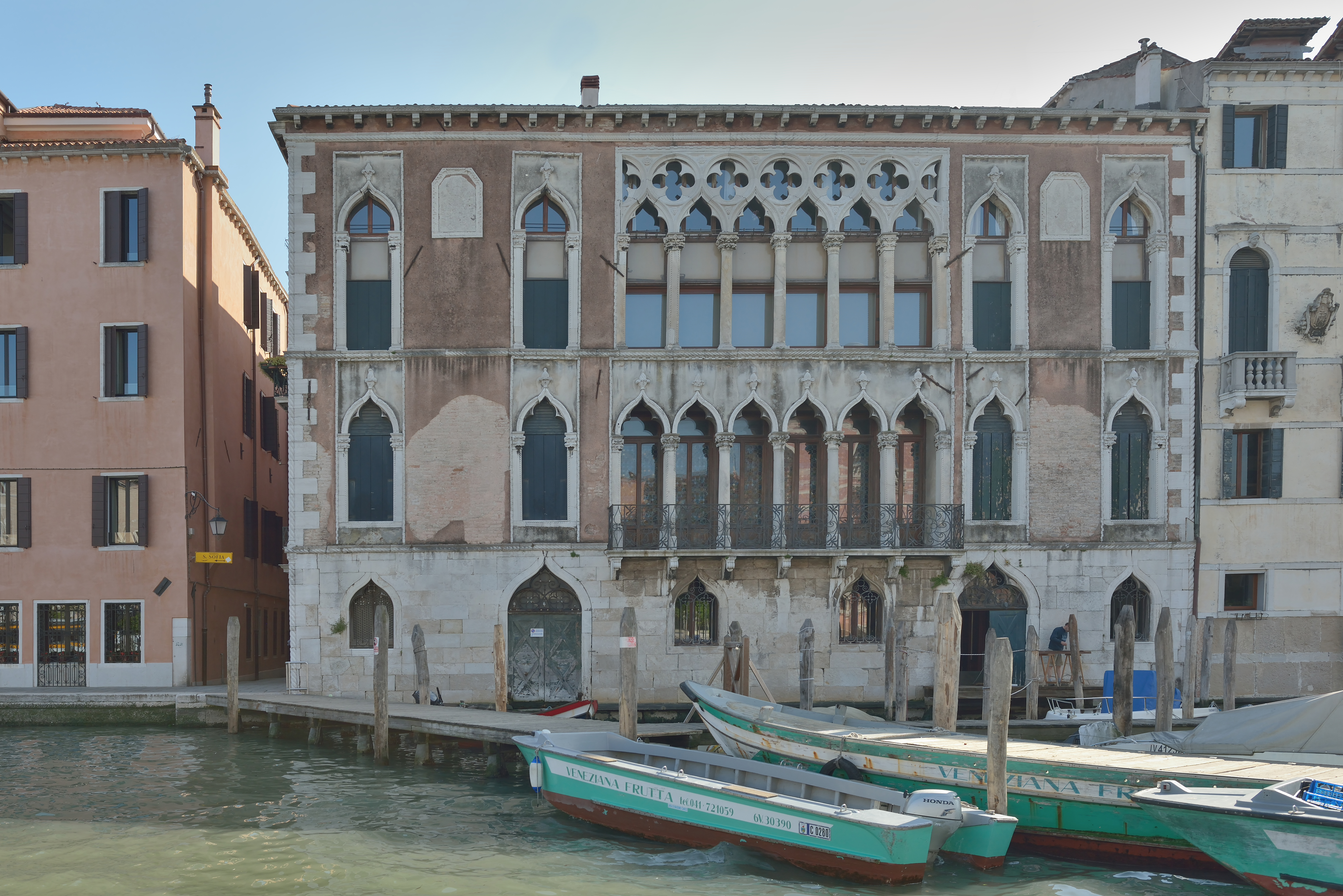
Palazzo Morosini Brandolin

Palazzo Morosini Brandolin ist ein Palast in Venedig in der italienischen Region Venetien. Er liegt im Sestiere San Polo mit Blick auf den Canal Grande, zwischen dem Rio di San Cassiano und der Fondamenta dell’Olio, gegenüber der Ca’ d’Oro.

## Geschichte
Die Familie Morosini ließ den Palast in der zweiten Hälfte des 15. Jahrhunderts im Stil des Ca’ Foscari errichten. Im 18. Jahrhundert fiel der Palast an die Familie Brandolini, dann an die Lagos und an die Topans. Heute ist der Palast in verschiedene Eigentumswohnungen aufgeteilt.

## Beschreibung
Der Palast ist ein Beispiel florentinischer und venezianischer Gotik. Die heutige Fassade hat im Erdgeschoss Bossenwerk und zwei Portale; darüber liegen die beiden Hauptgeschosse mit je einem Sechsfachfenster in der Mitte, flankiert von je einem Paar Einzelfenstern. Die Fenster im ersten Obergeschoss haben Kielbögen, während die im zweiten Obergeschoss typische Dreipassbögen mit dazwischengesetzten Vierpässen besitzen. Im 19. Jahrhundert wurde ein drittes Hauptgeschoss abgerissen, vermutlich aus Gründen der Statik.